# تومي فولر
تومي فولر (بالإنجليزية: Tommy Fowler)‏ (16 ديسمبر 1924 في المملكة المتحدة - 3 مايو 2009 في المملكة المتحدة) هو لاعب كرة قدم بريطاني في مركز الوسط. لعب مع نادي إيفرتون ونادي نورثامبتون تاون ونادي ألدرشوت.